# ترا ماریانا
ترا ماریانا (به لاتین: Terra Mariana) یا لیوونی قرون وسطی یا لیوونی قدیم، دولتی صلیبی است که پس از جنگ صلیبی لیوونی در محدوده کشور استونی و لتونی امروزی در سال ۱۲۰۷ شکل گرفت. این دولت گرچه نخست تابع امپراتوری مقدس روم بود اما پس از ۱۲۱۵ و با دستور پاپ اینوسنت سوم، مبدل به دولتی تحت نظر سریر مقدس و کلیسای رم گردید. این دولت متشکل از چندین شاهزاده‌نشین فئودالی بود: دوک‌نشین استونی، سراسقف‌نشین ریگا، اسقف‌نشین کورلند، اسقف‌نشین دوپارت، اسقف‌نشین اوسل-ویک و قلمروهای تحت امر برادران لیوونی شمشیر.
ترا ماریانا نخست توسط برادران لیوونی شمشیر اداره می‌شد، اما از سال ۱۲۳۷ اداره به دست شاخه نیمه خودمختار شوالیه‌های توتونی به نام شوالیه‌های لیوونی و کلیسای کاتولیک رم افتاد. این دولت صلیبی سرانجام پس از ۳ قرن، پس از جنگ‌های لیوونی، منحل و قلمروهای آن به سایر کشورهای منطقه واگذار شد.